# ナツトウダイ

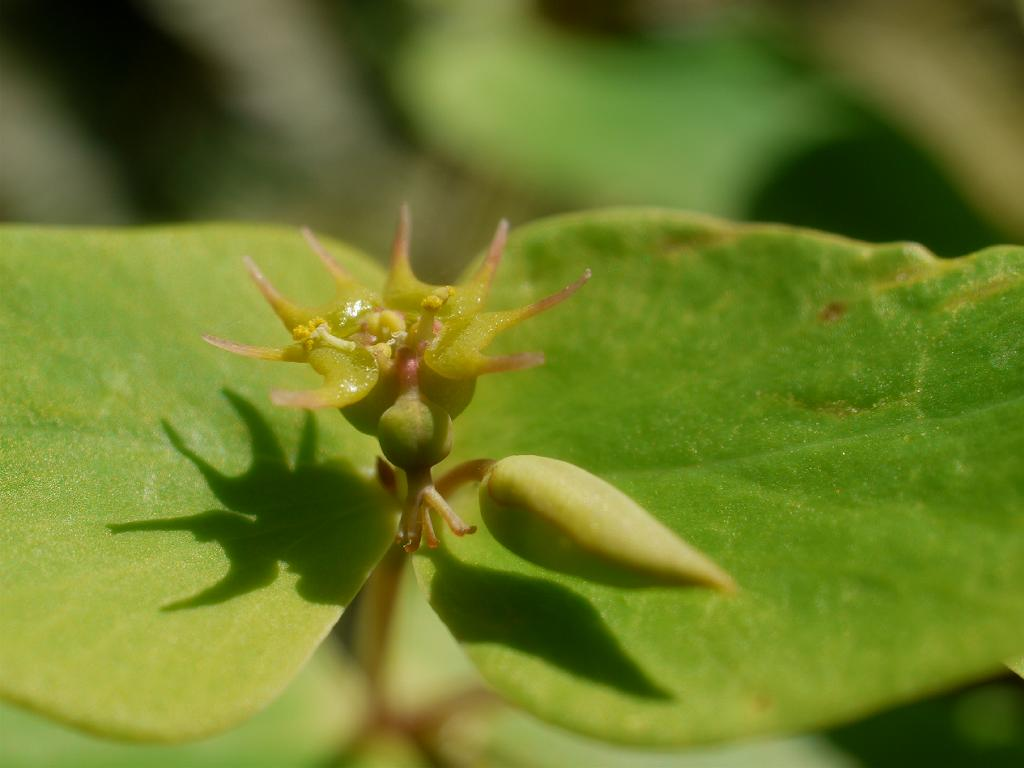
杯状花序の拡大

ナツトウダイ（Euphorbia sieboldiana、夏燈台） は、山野に生える多年草。名前は夏だが、開花は春。大柄な三角形の包葉と、三日月型の腺体が目立つ。陶穀の『清異録』には「隨湯給事中」の別名がある。

## 特徴
直立する多年生草本。地下茎は細くて横に這い、地上に直立する茎を出す。茎は高さ40cm前後に伸び、途中には茎葉を互生する。
全体に緑色だが茎と茎葉は紫紅色を帯びることも多い。葉には柄がほとんどない。茎葉は倒披針形から細長い楕円形で扁平で滑らか、縁は滑らか。有毒植物で、切ると白い汁が出る。
茎の先端にはやや菱形を帯びた長楕円形の葉が5枚、平らに輪生し、そこから花序が上に出る。まず5本の枝が傘状に広がり、その先端に杯状花序が付き、その基部から二叉分枝した枝が出て先端に杯状花序をつける、ということを繰り返すことで平らに広がった花序全体が出来上がる。また、杯状花序の基部には1対の総包がつく。総包は三角状卵形から卵状広楕円形。
花期は春。子房の外面も果実の外面も平滑。この属の持つ杯状花序では、基部にある小総包がお椀のような形になっており、その縁に3個の腺体がまるで花弁のように並ぶが、この種ではこれが両端が尖って外に突き出て、上から見ると三日月型になっている。この部分は暗赤紫色になって目立つ。椀状の小総包からは1本の雄しべからなる雄花数本と1本の雌しべからなる雌花1本が出て、雌花は小総包から柄を伸ばして横を向く。
なお、和名の由来は素直には夏燈台であり、夏に咲くトウダイグサの意味に取れる。だが、現実には開花期は春であり、日本では同属の他種に先駆けて咲くものである。その点では明らかに和名と現実との乖離がある。佐竹他(1982)は、ハツトウダイ(初燈台)の誤りではないかと述べている。ただしこれについては、牧野は素直に夏燈台と記すのみで何も述べていない。また、漢名では甘遂が使われるが正しくなく、普通はタカトウダイの事とされる大戟が本種を指すらしいとのこと。

## 分布と生育環境
日本では北海道から九州まで見られ、国外では朝鮮から知られる。
丘陵地や山地に生育する。蛇紋岩地帯は植物の生育に適しないが、この種はよく生育する。

## 変異
以下のような変種が知られる。
- ヒメナツトウダイ E. sieboldiana var. montana

草丈が低く、地上茎が束になって出るもの。山地型と見られる。北海道から本州中北部、それに四国に産する。
- イズナツトウダイ E. sieboldiana var. izuensis

茎の先端に出る輪生葉が細長い楕円形で菱形っぽくならない。地下茎は長く伸びない。伊豆半島と房総半島に産する。
- ナンゴクナツトウダイ E. sieboldiana var. ohsumiensis

地下茎をほとんど伸ばさず、前年の茎の根元から新たな茎を出す型。九州大隅半島から種子島と奄美大島に分布。

## 利用
有毒植物であり、薬草としても用いられる。根を漢方の甘遂（かんすい）あるいは狼毒（ろうどく）にあて、利尿薬として用いられた。ただし、本来のものは中国産の別種 E. kansui である。毒性は強い。その成分については10種以上のジテルペン類が確認され、それらの中にはHL-60前骨髄球白血病細胞細胞に対して抗腫瘍活性を持つものが知られている。